# 徳島県道14号松茂吉野線
徳島県道14号松茂吉野線（とくしまけんどう14ごう まつしげよしのせん）は、徳島県板野郡松茂町広島と阿波市吉野町柿原を結ぶ県道（主要地方道）である。
終点付近を除けば全線に亘ってロードサイド店が立地し、混雑の度合いが比較的大きい。

## 概要

### 路線データ
- 起点：板野郡松茂町広島（国道11号・国道28号交点）
- 終点：阿波市土成町土成（国道318号・徳島県道12号鳴門池田線交点）
- 総延長：20.227 km（平成29年徳島県道路現況調書）
- 実延長：17.677 km（平成29年徳島県道路現況調書）

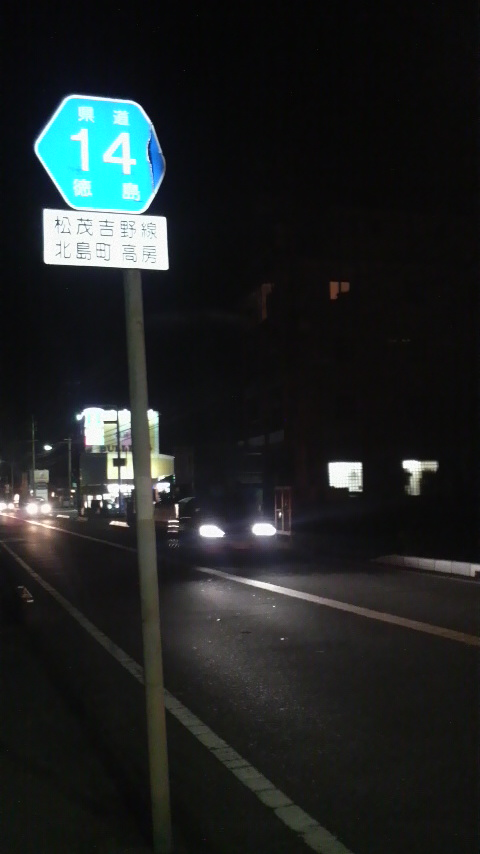
徳島県道14号
板野郡北島町高房で撮影。

## 歴史
- 1972年3月10日 - 徳島県告示第201号により徳島県道138号西条北島線として認定
- 1993年（平成5年）5月11日 - 建設省から、県道徳島松茂線の一部・県道西条北島線が松茂吉野線として主要地方道に指定される[1]。
- 1994年4月1日 - 起点・終点を入れ替え、起点を松茂町に延長（旧130号徳島松茂線の一部）、終点を吉野町柿原まで延長する形で徳島県告示第269号により徳島県道14号松茂吉野線に昇格

## 路線状況

### 重用区間
- 徳島県道39号徳島鳴門線（板野郡北島町中村樫切 - 板野郡北島町江尻松ノ本）
- 徳島県道122号板野川島線（板野郡板野町西中富喜多居地 - 板野郡板野町下庄神木）
- 徳島県道234号高瀬神宅線（板野郡上板町西分馬道南 - 板野郡上板町西分キ々木）
- 徳島県道12号鳴門池田線（阿波市吉野町五条馬場 - 阿波市土成町土成、終点）
- 徳島県道235号宮川内牛島停車場線（阿波市吉野町西条西大竹 地内）

## 地理

### 通過する自治体
- 板野郡
  - 松茂町
  - 北島町
  - 藍住町
  - 板野町
  - 上板町
- 阿波市

### 交差する道路
- 国道11号・国道28号（板野郡松茂町広島、起点）
- 徳島県道39号徳島鳴門線（板野郡北島町中村樫切）
- 徳島県道39号徳島鳴門線・徳島県道188号今切港線（板野郡北島町江尻松ノ本）
- 徳島県道167号北島池谷停車場線・徳島県道302号鯛浜中村線（板野郡北島町中村江口）
- 徳島県道41号徳島北灘線（板野郡藍住町勝瑞西勝地）
- 徳島県道41号徳島北灘線（板野郡藍住町勝瑞西勝地）
- 徳島県道225号檜藍住線（板野郡藍住町笠木字西野）
- 徳島県道1号徳島引田線（板野郡藍住町東中富朏傍示）
- 徳島県道122号板野川島線（板野郡板野町西中富喜多居地）
- 徳島県道122号板野川島線（板野郡板野町下庄神木）
- 徳島県道34号石井引田線（板野郡上板町椎本）
- 徳島県道234号高瀬神宅線（板野郡上板町西分馬道南）
- 徳島県道234号高瀬神宅線（板野郡上板町西分キ々木）
- 徳島県道139号船戸切幡上板線（板野郡七條六道寺）
- 徳島県道12号鳴門池田線（阿波市吉野町五条馬場）
- 徳島県道235号宮川内牛島停車場線（阿波市吉野町西条西大竹）
- 徳島県道235号宮川内牛島停車場線（阿波市吉野町西条西大竹）
- 国道318号・徳島県道12号鳴門池田線（阿波市土成町土成、終点）

### 沿線の主要施設
- 北島町役場
- 徳島県立徳島北高等学校
- JR高徳線 勝瑞駅